# Самоактуализация

Диаграмма иерархии человеческих потребностей по А. Маслоу.
Ступени (снизу вверх):
1. Физиологические
2. Безопасность
3. Любовь/Принадлежность к чему-либо
4. Уважение
5. Познание
6. Эстетические
7. Самоактуализация
Причём последние три уровня: «познание», «эстетические» и «самоактуализация» в общем случае называют «Потребностью в самовыражении» (Потребность в личностном росте).

Самоактуализа́ция (от лат. actualis — действительный, настоящий; самовыражение) — стремление человека к наиболее полному выявлению и развитию своих личностных возможностей.

## Описание
В некоторых направлениях современной западной психологии самоактуализация выдвигается на роль главного мотивационного фактора в противовес бихевиоризму и фрейдизму, считающим, что поведением личности движут биологические силы, а его смысл заключается в разрядке создаваемого ими напряжения и приспособлении к среде. Подлинная самоактуализация предполагает наличие благоприятных социально-исторических условий.
В психологии и педагогике гуманистического направления утверждается, что только с помощью самоактуализации человеку возможно реализовать себя, обрести смысл своего существования, стать тем, кем он способен стать, «а не тем, кем ему навязывают быть окружающие».
По мнению А. Маслоу, самоактуализация — это стремление стать всем тем, что возможно; желание в самосовершенствовании, саморазвитии, в воплощении в жизнь своего потенциала. Такой маршрут нелёгок, его сопровождает чувство страха и тревоги в связи с неизвестностью и ответственностью, но он ведёт к насыщенной, наполненной, внутренне богатой жизни.
По мнению К. Роджерса, самоактуализация — это та великая движимая сила, которая заставляет человека постоянно развиваться, начиная с самого рождения до смерти, включая его творческие порывы. Самоактуализирующийся человек — «полностью функционирующая личность»; его черты очень схожи с чертами ребёнка: он так же самостоятельно изучает и оценивает мир, берёт пример со взрослых.
Д. А. Леонтьев, будучи представителем гуманистического направления психологии, утверждает: «Самоактуализация — процесс развертывания и созревания изначально заложенных в организме и личности задатков, потенций, возможностей». Также он цитирует А. Маслоу, отмечая: «Разные авторы называют её по-разному: самоактуализация, самореализация, интеграция, психическое здоровье, индивидуализация, автономия, креативность, продуктивность, — но все они согласны в том, что всё это синонимы реализации потенций индивида, становление человека в полном смысле этого слова, становление тем, чем он может стать».
Понятие «самоактуализация» имеет два основных значения. Первое: его можно применить в рамках мотивации, то есть как причину/повод для наибольшей реализации личностных возможностей. Второе: это финальный период становления личности (согласно теории личности А. Маслоу). После закрытия всех основных потребностей (физиологических, потребности в безопасности, социальных) человек может подойти к самым высоким уровням осознания, где он понимает проблемы и задачи окружающего мира и не борется с ними. Индивиды, достигшие уровня самоактуализации, испытывают полное принятие себя со своими недостатками и затруднениями и тянутся к творчеству на протяжении всего периода жизни.